# Bután en los Juegos Olímpicos de París 2024
Bután estuvo representado en los Juegos Olímpicos de París 2024 por tres deportistas, dos hombres y una mujer, que compitieron en tres deportes.
Los portadores de la bandera en la ceremonia de apertura fueron el nadador Sangay Tenzin y la atleta Kinzang Lhamo. El equipo olímpico butanés no obtuvo ninguna medalla en estos Juegos.